# ハッピー 愛と感動の物語
『ハッピー 愛と感動の物語』（ハッピー あいとかんどうのものがたり）は、テレビ東京系の「テレビ東京水曜8時枠の連続ドラマ（水8ドラマ）」枠で放送されたテレビドラマ。第1作が1999年、第2作『ハッピー2 愛と感動の物語』が2000年に放送された。
原作は波間信子の漫画「ハッピー!」。視覚障害者を扱った作品であるため、副音声で解説放送が行われた。

## 第1作
1999年4月14日から6月23日まで放送された。放送時間は毎週水曜20時 - 20時54分 （JST）。全11話。
テレビドラマ版を再編集し、『ハッピー劇場版』として全国で順次上映された。

### キャスト
- 高野香織：高岡早紀
- 湊昇：豊原功補
- 高野功：高橋英樹
- 清水希：高田聖子
- 森本美智子：阿木燿子
- 吉井ちか：上脇結友
- 小杉亮：大浦龍宇一
- 潮田：福本伸一
- 広岡由里子
- 平泉成
- 栗田よう子
- 五代高之
- 山下容莉枝
- 篠田拓馬
- 嶋大輔
- 根岸季衣
- 半海一晃

### スタッフ
- 原作：波間信子「ハッピー!」
- 脚本：小野沢美暁、清本由紀
- プロデューサー：橋本かおり（テレビ東京）・遠田孝一、清水真由美（MMJ）
- 演出：国本雅広、藤本一彦、今井和久、長谷川康
- 音楽：REMEDIOS
- 製作:テレビ東京、MMJ

### 主題歌
- 「まほろばの丘で」大浦龍宇一
- 挿入歌「I'll be the Star」ALMA

### サブタイトル
| 話数   | 放送日        | サブタイトル                                       |
| ------ | ------------- | -------------------------------------------------- |
| 第1話  | 1999年4月14日 | 失明… 盲導犬がくれた光と愛!                        |
| 第2話  | 4月21日       | 私を助けて! 盲導犬と涙の旅路                       |
| 第3話  | 4月28日       | 目を開けて! 盲導犬が救った小さな命…                |
| 第4話  | 5月05日       | 失明を越えて幸せへの出発! …涙の結婚式              |
| 第5話  | 5月12日       | 悲しすぎる… 幸せの絶頂から突然のガン宣告           |
| 第6話  | 5月19日       | 愛犬の死! …盲導犬が救う命と心                      |
| 第7話  | 5月26日       | お母さんは嘘つき! …傷ついた少年の心を癒した盲導犬  |
| 第8話  | 6月02日       | 幸せは自分でつかむもの… 盲導犬が教えた愛           |
| 第9話  | 6月09日       | 出産! 子供の顔が見たい… 盲導犬がくれた愛           |
| 第10話 | 6月16日       | 息子に何もしてやれない… 盲目の母を支えた盲導犬の愛 |
| 最終話 | 6月23日       | 盲導犬よ、幸せありがとう! 涙の別れ…感動の最終回    |

## 第2作
2000年7月19日から9月20日まで放送された。放送時間は毎週水曜20時 - 20時54分 （JST）。全10話。
これが「水8ドラマ」の最終作となり、その後ゴールデン・プライム枠（19時 - 22時台）の全国ネットの連続ドラマは2006年10月-2009年3月に放送された「金曜夜8時枠時代劇」→「月曜夜7時枠時代劇」（現代劇としては2010年10月新設の「月10ドラマ」）まで遠ざかることとなる。

### キャスト
- 高野香織：高岡早紀
- 湊昇：豊原功補
- 高野功：高橋英樹
- 折戸雅之：加勢大周
- 磯崎まどか：遠藤久美子
- 関口弘子：久我陽子
- 湊明光：安達直人
- 広岡由里子
- 浜田晃
- 田島令子
- 乃木涼介
- 阿部サダヲ
- 銀粉蝶

### スタッフ
- 原作：波間信子「ハッピー!」
- 脚本：小野沢美暁、清本由紀
- プロデューサー：宮川幸二（テレビ東京）・遠田孝一、浅井千瑞（MMJ）
- 演出：国本雅広、長谷川康、志村彰
- 音楽：REMEDIOS
- 製作：テレビ東京、MMJ

### 主題歌
- 「うたかた」TOMATO CUBE
- 挿入歌「雨のり晴れを待ちながら」ALMA

### サブタイトル
| 話数   | 放送日        | サブタイトル                                                |
| ------ | ------------- | ----------------------------------------------------------- |
| 第1話  | 2000年7月19日 | あの愛と感動をもう一度! 光をくれた盲導犬と新しい日々始まる  |
| 第2話  | 7月26日       | 苦難を乗り越えて… 最愛の夫と盲導犬がくれた勇気と力          |
| 第3話  | 8月02日       | 幸せな頃に戻りたい… バラバラ家族に愛犬が鳴いた!             |
| 第4話  | 8月09日       | 緊急手術! 動物の小さな命を救って 園児たちの願いは…          |
| 第5話  | 8月16日       | 涙で愛犬の命が救えるなら獣医師なんかいらない!               |
| 第6話  | 8月23日       | 風を切って走れ! 盲目の駅伝選手を支える盲導犬の愛            |
| 第7話  | 8月30日       | ママの手を離さないで! 盲目の母が抱いた初めての恐怖          |
| 第8話  | 9月06日       | 35年前の約束… 盲目の娘を支え続けた父の秘めた想い            |
| 第9話  | 9月13日       | 盲導犬よ、 夢挫折した大切な人に力と勇気をください!          |
| 最終話 | 9月20日       | 今夜別れの最終回 涙の結婚式! 旅立つ獣医師が誓った最後の決意 |

## 放映ネット局
第2作は、テレビ東京系列以外の以下の放送局でも放映された。
- 同時ネット
  - 三重テレビ
  - 岐阜放送
  - テレビ和歌山
- 遅れネット
  - 新潟テレビ21
  - 秋田放送
  - 熊本放送
  - 青森テレビ